# Xanthorhoe thedenii
Xanthorhoe thedenii är en fjärilsart som beskrevs av Lampa 1885. Xanthorhoe thedenii ingår i släktet Xanthorhoe och familjen mätare. Inga underarter finns listade i Catalogue of Life.